# Congregazione camaldolese

Stemma della Congregazione Camaldolese

La Congregazione camaldolese dell'Ordine di San Benedetto (in latino Congregatio camaldulensis; sigla O.S.B. Cam.) è un istituto religioso maschile di diritto pontificio costituito da eremi e monasteri sui iuris.
Le origini della congregazione risalgono al movimento eremitico promosso da san Romualdo nell'ambito del monachesimo benedettino. Romualdo fu fondatore o riformatore di una trentina di monasteri, soprattutto di quelli di Camaldoli e Fonte Avellana, i maggiori depositari dell'ideale romualdino di vita monastica ed eremitica.
Il primo corpo legislativo dei monaci camaldolesi fu compilato, sulla base degli insegnamenti di Romualdo, dal quarto priore del sacro eremo di Camaldoli, Rodolfo; intorno al monastero di Fonte Avellana, san Pier Damiani organizzò il primo raggruppamento di case istituite da Romualdo, approvato da papa Gregorio VII nel 1076.

## Storia

### Il fondatore

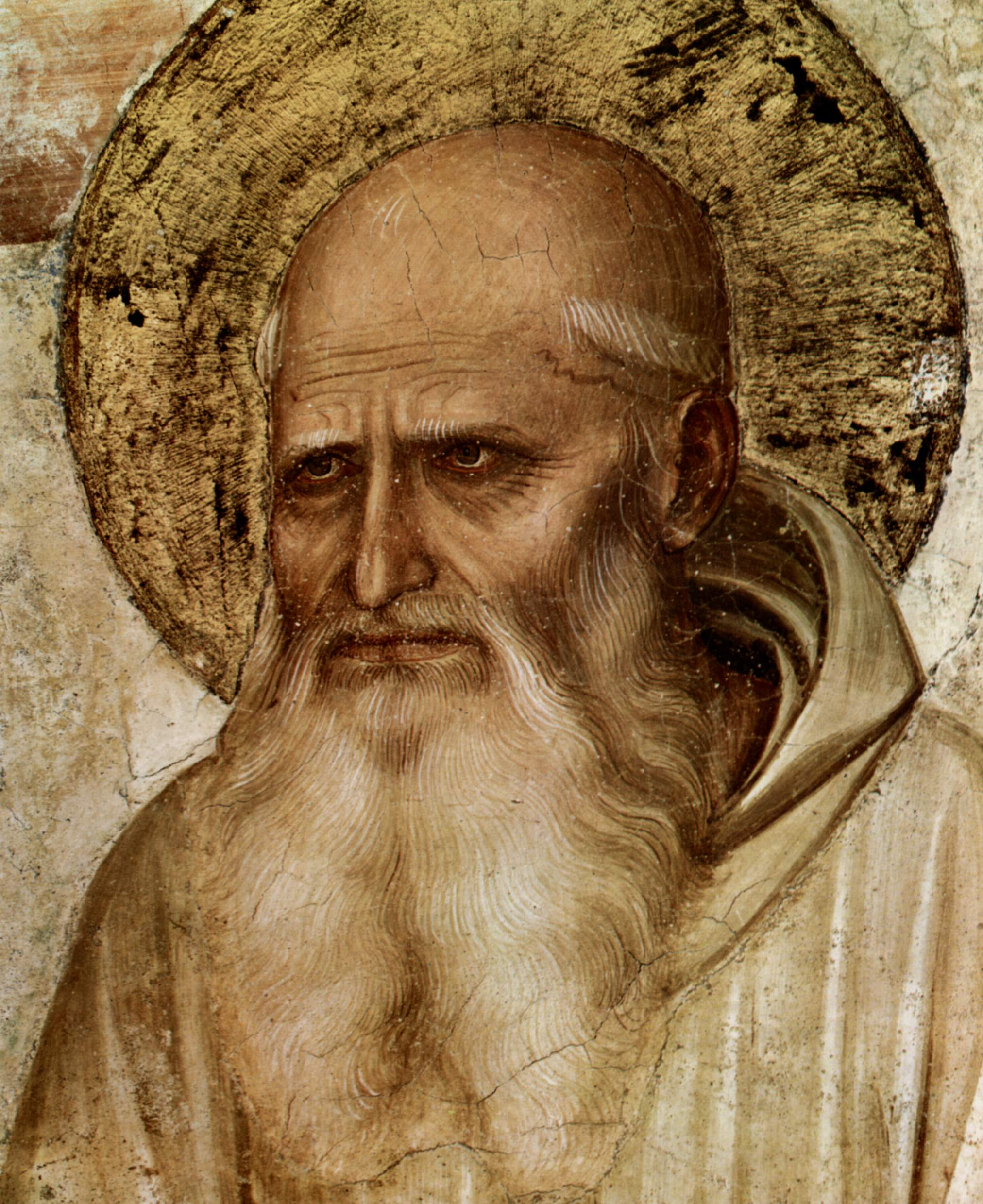
San Romualdo, del Beato Angelico

Romualdo nacque a Ravenna dal duca Sergio e abbracciò ventenne la vita monastica tra i benedettini dell'abbazia di Sant'Apollinare in Classe. Si spostò poi a Venezia, dove si pose sotto la direzione dell'eremita Marino, e nel 978 seguì l'abate Guarino nel suo monastero di San Michele di Cuixá, sui Pirenei.
Presso l'abate Guarino Romualdo apprese gli ideali del monachesimo cluniacense, ma poi si ritirò a condurre vita eremitica a Longadera insieme con Marino, l'ex doge Pietro Orseolo e i nobili Giovanni Morosini e Giovanni Gradenigo, giunti con lui a Cuixá da Venezia.
Rientrato a Ravenna, per volere dell'imperatore Ottone III nel 998 fu eletto abate di Sant'Apollinare in Classe, ma presto rinunciò all'ufficio e, dopo aver visitato Montecassino, fondò un eremo nei pressi di Roma che poi trasferì al Pereo, presso Ravenna.
Nel corso delle sue continue perigrinazioni per l'Italia centrale fondò e riformò numerosi eremi e monasteri (circa una trentina), i più importanti dei quali furono quelli di Camaldoli (1012) e di Fonte Avellana (eremo preesistente che restaurò mentre dimorava a Sitria).

### Camaldoli

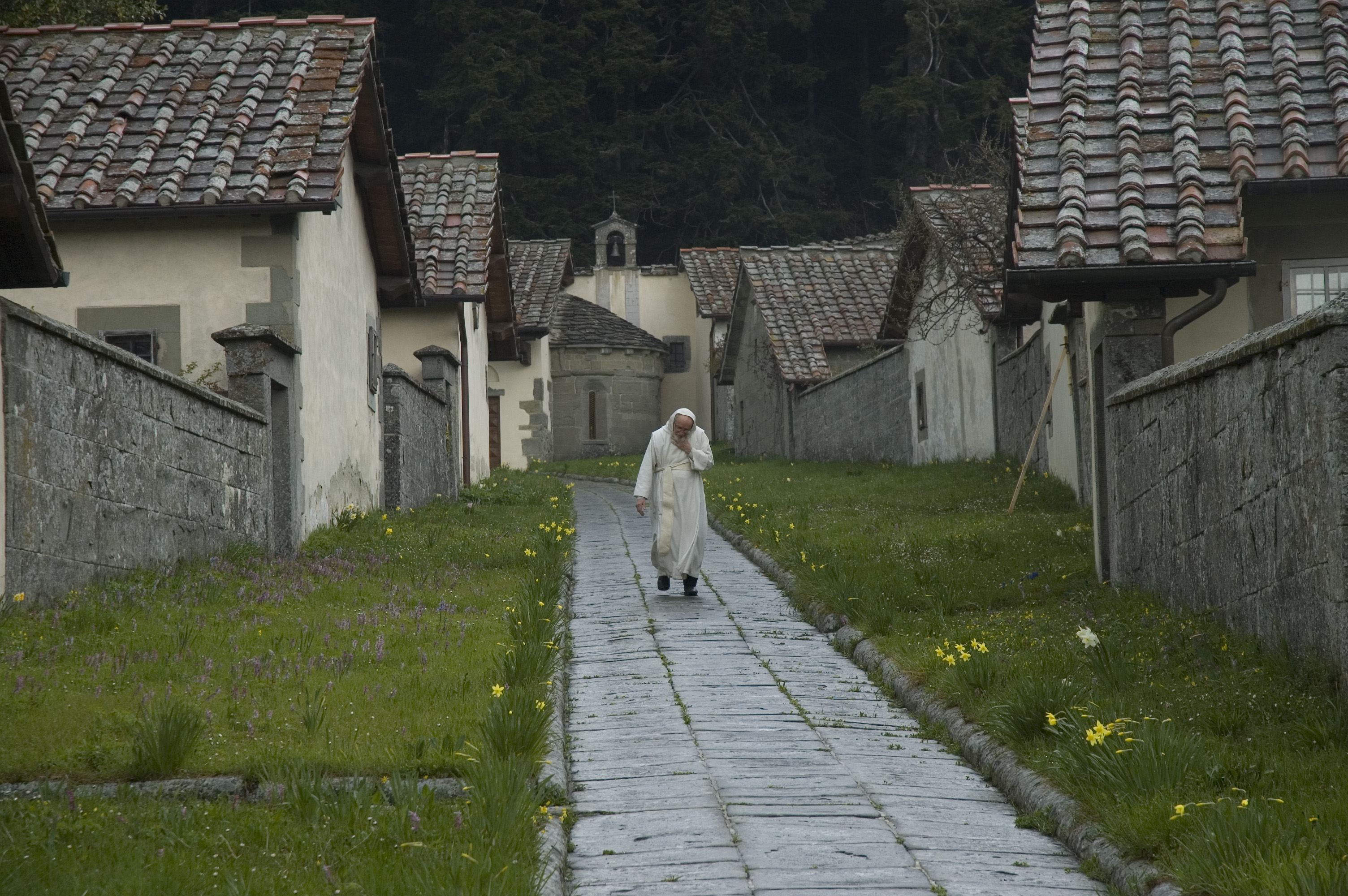
Celle dell'eremo di Camaldoli e un monaco che passeggia

Camaldoli, nel Casentino, fu fondato da Romualdo e sorse su un terreno che il signore del luogo, Maldolo, gli aveva donato dopo un sogno: una scala partiva da quel sito e si innalzava fino in cielo, percorsa da una moltitudine di monaci vestiti di bianco. Dal nome del donatore, il luogo prese il nome di Campus Malduli, ovvero Ca' Maldoli.
L'eremo di Camaldoli, come una laura della tradizione monastica orientale, era costituito da poche celle (casette divise in piccoli vani, con stanza da letto, studiolo, cappellina e un orticello chiuso da un muro) allineate attorno a un piccolo oratorio e divise tra loro da un alto muro.
Contemporaneamente all'eremo, in una località da esso distante tre miglia, sorse il cenobio di Fontebona: gli eremiti di Camaldoli e i cenobiti di Fontebona formavano un'unica comunità sotto la guida del priore dell'eremo. Il cenobio era sede dell'amministrazione dei beni comuni, vi venivano accolti gli ospiti e ricoverati i religiosi infermi.
La principale novità della riforma romualdina non consistette tanto nell'unione tra eremo e cenobio, ma nell'esistenza di un unico superiore residente nell'eremo: il cenobio aveva una funzione quasi protettiva rispetto all'eremo, perché permetteva agli eremiti di dedicarsi alla contemplazione senza preoccupazioni di carattere economico e amministrativo.
Nel 1072 papa Alessandro II concesse a Camaldoli e a tutte le sue dipendenze il privilegio dell'esenzione dall'autorità vescovile e la protezione apostolica.
Per i primi anni i camaldolesi si ressero a norma della regola di san Benedetto e dell'insegnamento orale di san Romualdo. Nel 1080 il beato Rodolfo, quarto priore di Camaldoli, scrisse le prime costituzioni, basandosi sugli insegnamenti del fondatore, stabilendo le norme sul rapporto fra cenobio ed eremo, uniti sul tipo dei monasteri orientali, e chiarendo lo scopo prevalentemente eremitico del monachesimo camaldolese. Nuove costituzioni furono pubblicate dal priore generale Martino (1253) e rimasero sostanzialmente invariate sino al pontificato di papa Pio V (Consititutiones camaldulenses del 1572).

### Riconoscimento pontificio
L'approvazione della Santa Sede fu concessa da papa Pasquale II con bolla del 4 novembre 1113, quando Camaldoli possedeva già una quarantina di dipendenze: per l'organizzazione interna si prese a modello la riforma cluniacense e, come l'abate di Cluny era il superiore generale dei monasteri della sua congregazione, così il priore di Camaldoli era il superiore generale degli eremi e dei monasteri alle sue dipendenze. Alle singole case era lasciata ampia autonomia.
I centri principali attorno a cui si sviluppò l'istituto furono Camaldoli e Fonte Avellana. La riforma camaldolese non riguardò solo eremi e cenobi fondati da san Romualdo, ma anche altri, sorti spontaneamente o per opera di papi e di vescovi, come Sant'Apollinare in Classe (1138), San Silvestro al Subasio (1153), Santa Maria della Vangatizza (1213), che ne accettarono le costituzioni.
Grazie all'opera di san Pier Damiani e dei suoi primi successori nel priorato di Fonte Avellana, il monastero raggiunse una grande prosperità e un gran numero di monaci furono innalzati alla dignità vescovile. Pier Damiani fu chiamato a riformare i monasteri di Pomposa (1039) e San Vincenzo a Fossombrone (1042).
Dopo il riconoscimento pontificio, i camaldolesi si diffusero rapidamente in Toscana, Emilia, Romagna, Veneto, Sardegna e Corsica. Le principali fondazioni camaldolesi del Duecento furono l'abbazia nell'isola di San Michele di Murano (1212), San Maglorio a Faenza (1253), San Benedetto a Padova (1282) e Santa Maria degli Angeli a Firenze (1295).

### Ascesa e declino

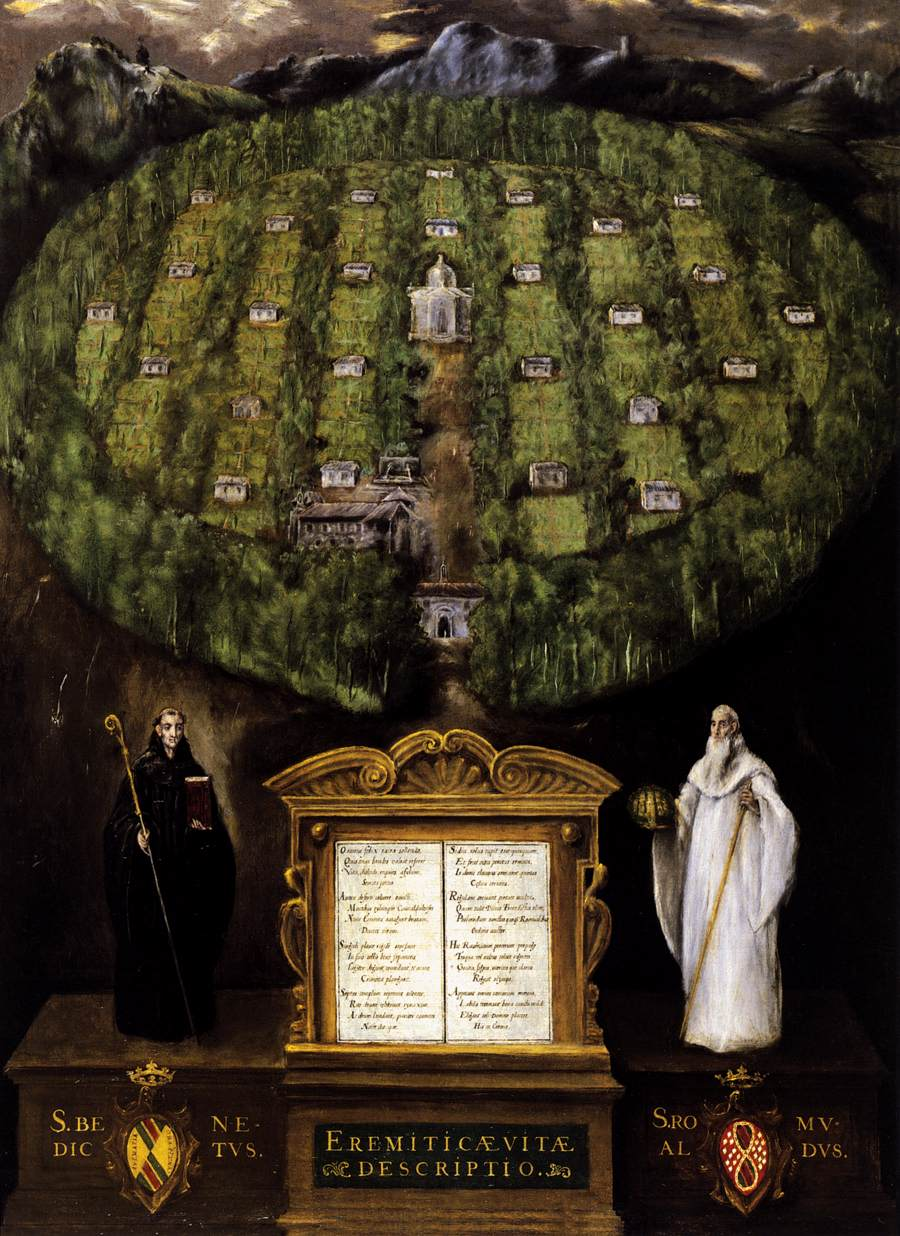
Allegoria dell'Ordine camaldolese, di El Greco

I secoli dal XII al XIV rappresentarono la stagione aurea della storia camaldolese. I papi videro a lungo in Camaldoli un baluardo di osservanza monastica: papa Callisto II affidò ai camaldolesi la riforma dell'abbazia di San Salvatore in Sesto e nel 1203 papa Innocenzo III diede loro il mandato di adunare e presiedere a Perugia un capitolo generale per la riforma dei monasteri benedettini dell'Italia centrale.
Gli archivi e le biblioteche di Camaldoli, Fonte Avellana, San Michele di Murano e Sant'Apollinare in Classe raccolsero numerosi e notevoli documenti e manoscritti; presso Santa Maria degli Angeli a Firenze e Camaldoli sorsero accademie neoplatoniche presso le quali, nella seconda metà del Quattrocento, si riunivano i maggiori umanisti fiorentini (Leon Battista Alberti, Marsilio Ficino, Bernardo Rucellai); altre accademie esistevano a Fonte Avellana e a Sant'Apollinare in Classe. Quasi tutti i monasteri camaldolesi ebbero alle loro dipendenze un ospedale per i poveri e a Pisa fondarono un orfanotrofio.
Molti monasteri camaldolesi passarono al regime della commenda causando la decadenza e il declino dell'ordine, ma a partire dal Cinquecento si formarono gruppi minori desiderosi di far rifiorire lo spirito della primitiva osservanza: nel 1513 papa Leone X approvò la Congregazione del sacro eremo di Camaldoli e di San Michele a Murano, da cui nel 1521, a opera di Paolo Giustiniani, sorse la Congregazione degli eremiti camaldolesi di Monte Corona; con la protezione di Carlo Emanuele I di Savoia, agli inizi del Seicento fu fondata la Congregazione piemontese degli eremiti camaldolesi, che nel 1626 diede origine alla Congregazione francese (entrambe dissolte all'epoca della rivoluzione francese).
Per i primi tempi i camaldolesi condussero una vita essenzialmente eremitica, ma poi adottarono in gran parte una forma di vita cenobitica. Tra i monasteri di vita eremitica e quelli di vita cenobitica si venne a creare uno spirito differente e spesso antagonistico, tanto che nel 1616 papa Urbano VIII divise l'ordine in due congregazioni: quella degli Eremiti camaldolesi di Toscana e quella dei Cenobiti camaldolesi.
Le leggi eversive dell'asse ecclesiastico del 1866 causarono la dissoluzione di numerose comunità in Italia. Tra le comunità superstiti, negli anni successivi alla fine della prima guerra mondiale maturò il progetto di fondere in una le tre congregazioni in cui era ancora divisa la famiglia camaldolese, ma il tentativo di unione fallì nel 1925 e fu ripreso un decennio dopo.

### Rinascita della congregazione

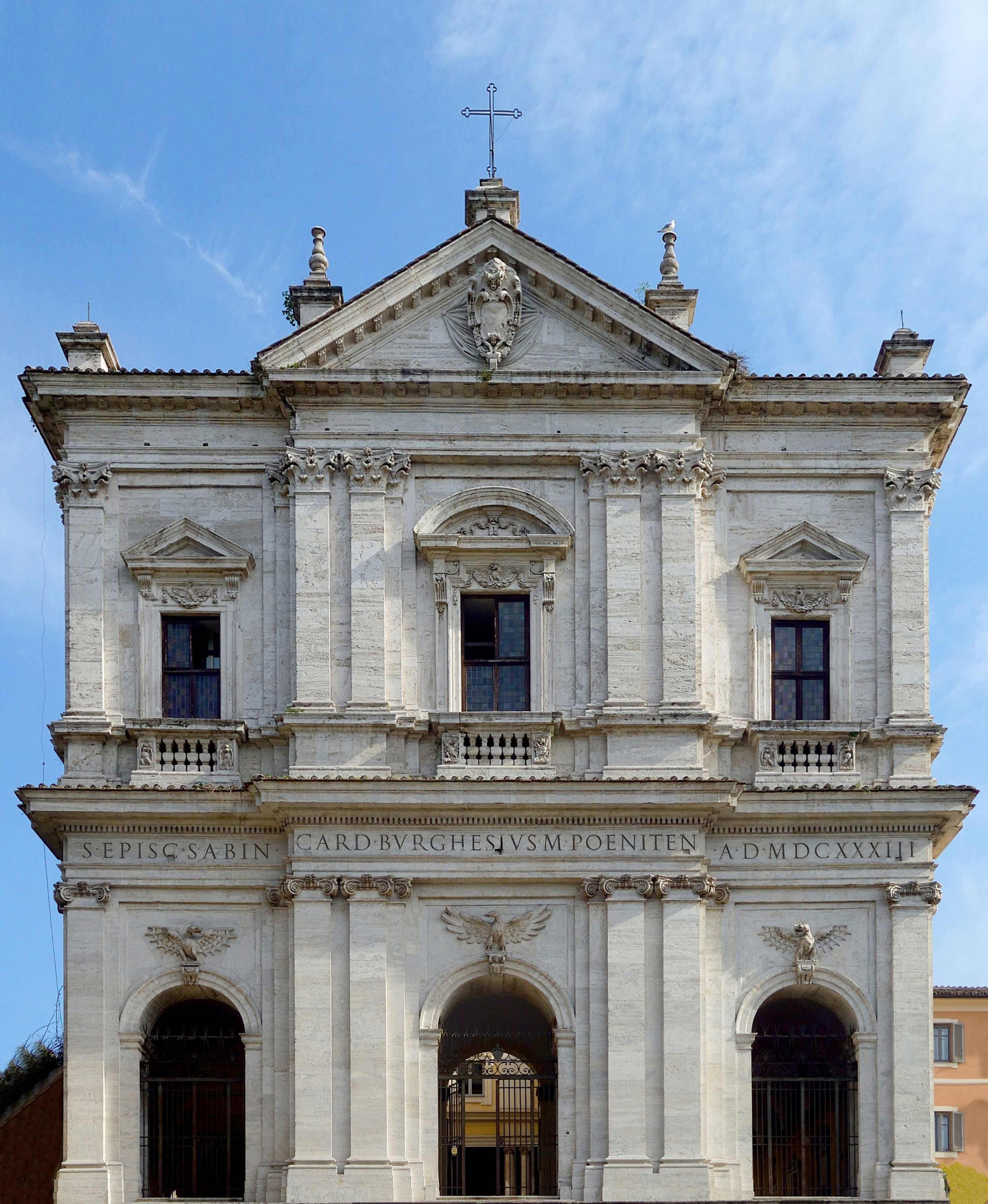
San Gregorio al Celio, sede romana della congregazione

Con la costituzione Inter religiosos del 9 luglio 1935, papa Pio XI riunì i due rami nella Congregazione dei monaci-eremiti camaldolesi dell'Ordine di San Benedetto, comprendente quattro eremi (Camaldoli, Monte Giove, Fonte Avellana e Roquebrune) e 5 monasteri (l'archicenobio di Camaldoli, San Gregorio al Celio a Roma, Santa Croce a Sassoferrato, San Biagio a Fabriano e Buonsollazzo a Firenze). La congregazione degli Eremiti camaldolesi di Monte Corona continuò ad avere esistenza autonoma.
Nel 1966 la congregazione si è unita alla confederazione benedettina.

### Camaldolesi
Sono camaldolesi numerosi santi (oltre a Romualdo e Pier Damiani, Bruno di Querfurt, Domenico Loricato, Giovanni da Traù, Parisio di Treviso, Rinaldo di Nocera Umbra) e beati (Alberto da Sassoferrato, Angelo di Acquapagana, Angelo da Massaccio, Bartolomeo Aiutamicristo da Pisa, Domenico Vernagalli, Forte Gabrielli), un papa (Gregorio XVI), scrittori (Nicolò Malermi, Gian Benedetto Mittarelli, Ambrogio Traversari), pittori (Lorenzo Monaco, Bartolomeo della Gatta), scienziati (Filippo Fantoni, Guido Grandi, Ambrogio Soldani), il cartografo Fra Mauro, il teorico della musica Guido d'Arezzo e il giurista Graziano.
Esistono anche monasteri di religiose camaldolesi.

## Attività
I monaci camaldolesi conducono una vita eminentemente contemplativa, caratterizzata da stretta astinenza e silenzio, e uniscono la vita cenobitica a quella eremitica: gli eremiti vivono in celle separate all'interno del recinto dell'eremo e sono dediti principalmente alla salmodia; i cenobiti vivono in edifici comuni e si dedicano a opere di ministero spirituale. Coltivano anche gli studi e le arti e si dedicano al lavoro manuale, particolarmente all'agricoltura e alla silvicoltura.

### Abito monastico

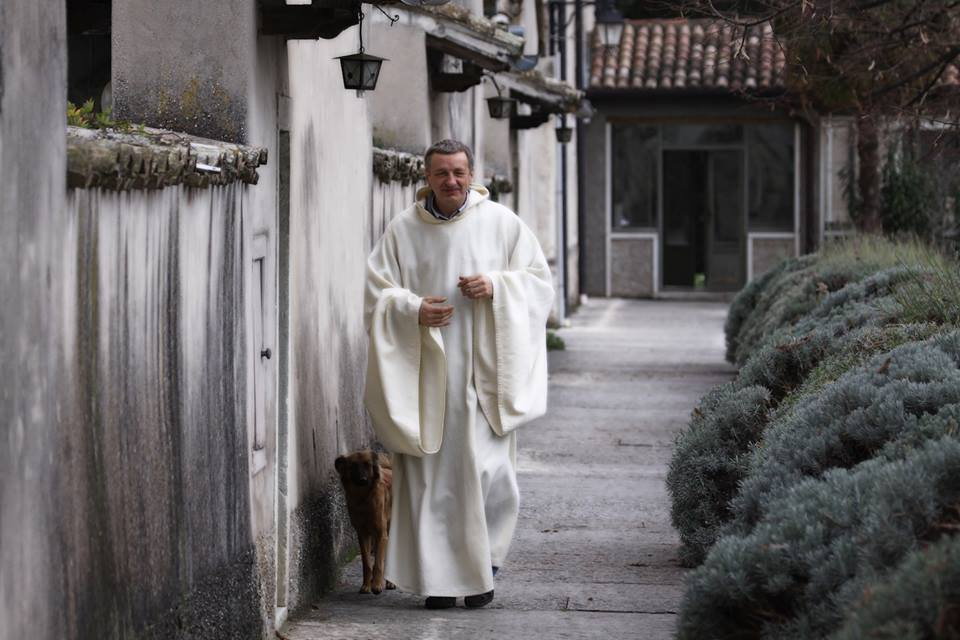
Camaldolese con la cocolla, dall'eremo di San Giorgio a Bardolino

L'abito monastico dei camaldolesi è interamente di colore bianco, come simbolo di innocenza interiore, ed è costituito da tunica, scapolare, cappuccio e cingolo in tessuto; sopra la tonaca, durante le funzioni liturgiche indossano la cocolla o, al di fuori delle funzioni, la "capperuccia" (detta anche mantello).
La tradizione fa risalire il colore bianco dell'abito alla visione, attribuita a san Romualdo o a Maldolo, di una scala per il cielo percorsa da monaci rivestiti di un abito bianco splendente.

### Governo della congregazione
Il priore del sacro eremo di Camaldoli, casa-madre della congregazione, è anche priore generale della congregazione e gode dei privilegi abbaziali. Nel governo dell'istituto, il priore generale è coadiuvato da due assistenti. Il priore generale è eletto a vita, ma ogni sei anni chiede la verifica al capitolo generale che, a scrutinio segreto, può accettarla o respingerla. Ogni tre anni si celebra la dieta della congregazione, a cui spetta il controllo spirituale sulle comunità camaldolesi e la discussione dei problemi di attualità.

### Stemma camaldolese
Lo stemma dell'ordine reca, in un campo azzurro, un calice d'oro ai lati del quale due colombe d'argento si affrontano nell'atto di abbeverarsi; nel Seicento il calice viene sormontato da una stella o da una cometa d'oro e lo scudo viene timbrato da un cappello prelatizio, mitria e pastorale. Il motto della congregazione è Ego vobis, vos mihi, ovvero "Io sono per voi, voi siete per me".
Tale stemma compare per la prima volta nel 1183 come sigillo del priore di Camaldoli e viene poi adottato da quasi tutti i monasteri e le congregazioni.
L'insegna è probabilmente ripresa da un popolare simbolo eucaristico medievale, ma fu spesso interpretato come allegoria dell'ascesi camaldolese (le due colombe rappresenterebbero i cenobiti e gli eremiti che si abbeverarano allo stesso calice, ovvero Cristo).

## Diffusione
Gli eremi e i monasteri camaldolesi sono in Brasile (a Mogi das Cruzes), in India (Saccidananda Ashram, a Shantivanam, nel Tamil Nadu), in Italia (l'archicenobio e il sacro eremo di Camaldoli, Fonte Avellana, l'eremo di San Giorgio a Bardolino, il monastero dei Santi Biagio e Romualdo a Fabriano, l'eremo di Monte Giove a Fano, San Gregorio al Celio a Roma), negli Stati Uniti d'America (New Camaldoli Hermitage, in California).
Alla fine del 2015 la congregazione contava 11 case e 100 membri, di cui 55 sacerdoti.